# Cantone di Montereau-Fault-Yonne
Il cantone di Montereau-Fault-Yonne è una divisione amministrativa degli arrondissement di arrondissement di Fontainebleau e di Provins.
A seguito della riforma complessiva dei cantoni del 2014 è passato da 14 a 25 comuni.

## Composizione
Prima della riforma del 2014 comprendeva i comuni di:
- Barbey
- La Brosse-Montceaux
- Cannes-Écluse
- Courcelles-en-Bassée
- Esmans
- Forges (Senna e Marna)
- La Grande-Paroisse
- Laval-en-Brie
- Marolles-sur-Seine
- Misy-sur-Yonne
- Montereau-Fault-Yonne
- Saint-Germain-Laval
- Salins
- Varennes-sur-Seine

Dal 2015 comprende i comuni di:
- Barbey
- La Brosse-Montceaux
- Cannes-Écluse
- Champagne-sur-Seine
- Courcelles-en-Bassée
- Écuelles
- Épisy
- Esmans
- Forges
- La Grande-Paroisse
- Laval-en-Brie
- Marolles-sur-Seine
- Misy-sur-Yonne
- Montarlot
- Montereau-Fault-Yonne
- Moret-sur-Loing
- Saint-Germain-Laval
- Saint-Mammès
- Salins
- Thomery
- Varennes-sur-Seine
- Veneux-Les Sablons
- Vernou-la-Celle-sur-Seine
- Villecerf
- Ville-Saint-Jacques